# کاسالویری
کاسالویری (به ایتالیایی: Casalvieri) یک کومونه در ایتالیا است که در استان فروزینونه واقع شده‌است.

## خصوصیات
کاسالویری ۲۷٫۲ کیلومترمربع مساحت و ۲٬۸۶۷ نفر جمعیت دارد و ۳۸۰ متر بالاتر از سطح دریا واقع شده‌است.